# Ilona Smith
Ilona Smith (13 de julio de 1957) es una deportista canadiense que compitió en remo como timonel. Ganó una medalla de bronce en el Campeonato Mundial de Remo de 1977, en la prueba de ocho con timonel.

## Palmarés internacional
| Campeonato Mundial | Campeonato Mundial       | Campeonato Mundial | Campeonato Mundial |
| Año                | Lugar                    | Medalla            | Prueba             |
| ------------------ | ------------------------ | ------------------ | ------------------ |
| 1977               | Ámsterdam (Países Bajos) | Medalla de bronce  | Ocho con timonel   |